# Електронна густина
Електро́нна густина́ (рос. электронная плотность, англ. electron density) — величина, що визначається квадратом модуля хвильової функції в даній точці (імовірність знаходження тут електрона) помноженому на заряд електрона.
При аналізі розподілу електронів у молекулярній частинці — вирахуване число електронів (не обов'язково ціле) на певному атомі.
Термін інколи помилково застосовують замість розподілу зарядів у молекулі.